# Stazione di Roscrea
La stazione di Roscrea  è una stazione ferroviaria che fornisce servizio a Roscrea, North Tipperary, Irlanda. Attualmente la linea che vi passa è la ferrovia Limerick-Ballybrophy. La stazione fu aperta il 19 ottobre 1857 ed è dotata di due binari. 

## Treni
La tabella degli orari dei treni che fanno fermata qui è la seguente.
- Lunedì-Sabato
  - Treno 08:04 verso Ballybrophy
  - Treno 10:25 verso Limerick
  - Treno 18:18 verso Ballybrophy
  - Treno 19:14 verso Limerick
- Domenica
  - Treno 19:13 verso Ballybrophy
  - Treno 20:05 verso Limerick

## Servizi ferroviari
- Ferrovia Limerick-Ballybrophy

## Servizi
- Servizi igienici
- Capolinea autolinee
- Biglietteria a sportello
- Biglietteria self-service
- Distribuzione automatica cibi e bevande